# 千住クレイジーボーイズ
『千住クレイジーボーイズ』（せんじゅクレイジーボーイズ）は、NHK首都圏放送センター制作による東京・足立区発地域ドラマとして、NHK BSプレミアムにて2017年2月15日に放送された日本のテレビドラマである。主演は塚本高史。

## 登場人物
辰村恵吾
演 - 塚本高史
人気芸人だったものの、漫才コンビ「クレイジーボーイズ」を解散後はぱっとしない日々を送っている。転がり込んだ先の元ファンの女性に追い出され、ヤケ酒を飲んで意識を失い、たどり着いたのが足立区。下町人情あふれる人々と触れあい、反発しながらもお笑いへの情熱を取り戻していく。
斉藤行
演 - 小池徹平
恵吾の元相方。足立区出身で、いまは小学校で給食を作る仕事をしている。
指江のばら
演 - 比嘉愛未
足立区に引っ越してきたばかりのシングルマザー。娘のいちごを必死に育てているが、いつも余裕がなく、周りの人にきつい言葉であたってしまう。
田淵
演 - スマイリーキクチ
のばらのバイト先で、町の人々のたまり場でもある喫茶「モンプチ」のマスター。若い頃は野町と共にやんちゃをしていたが、今は柔和なお笑い好きのおじさん。
指江いちご
演 - 阿由葉さら紗
のばらの健気な一人娘。ある日、銭湯の釜場にいる恵吾のことが気になり近づいてみると・・・。
金子
演 - 辰巳智秋
野町の中学時代の後輩でやんちゃ時代からの仲間。いかつい町のペンキ屋さん。
平井
演 - 辻修
一見、真面目そうだが、やんちゃをしていたころ野町と行動を共にしていた中学の後輩。町の電気屋さん。
地蔵のオンジ
演 - 奥村正
ほとんど喋らないのになぜかみんなに一目も二目もおかれている年齢不詳の町の長老。
岩丸龍二
演 - 品川徹
恵吾がバイトをすることになる銭湯の老主人で、町の世話役的存在。一見ヨボヨボしているが、怒らせると怖いらしく、周囲から一目も二目も置かれている。
野町巧馬
演 - 北村有起哉
商店街の床屋さんで、町の若手の取りまとめ役。若い頃は相当やんちゃだったらしく、恐ろしく強面だが、実は面倒見のいい頼れる存在。恵吾のことも、何かと世話を焼いてくれる。

## スタッフ
- 作 - 高羽彩
- 音楽 - 橋本由香利
- 制作統括 - 勝田夏子（NHK制作局ドラマ番組部）
- 演出 - 板橋俊輔（首都圏放送センター）